# 上長苗代村
上長苗代村（かみながなわしろむら）は、かつて青森県にあった村。

## 沿革
- 1889年（明治22年）4月1日 - 町村制施行により三戸郡尻内村、根岸村、大仏村、花崎村、根市村が合併し、上長苗代村が発足。
- 1891年（明治24年）9月1日 - 村内に日本鉄道青森線（後の国鉄→JR東北本線、現在の青い森鉄道青い森鉄道線）の尻内駅（現:八戸駅）が開業。
- 1955年（昭和30年）4月1日 - 八戸市に編入され消滅。

## 施設
八戸市との合併時点
- 国鉄・南部鉄道尻内駅
- 尻内郵便局
- 三条小学校
- 三条中学校